# In the Earth
In the Earth ist ein Horrorfilm von Ben Wheatley, der Ende Januar 2021 beim Sundance Film Festival seine Premiere feierte. Der Film lief am 17. Juni 2021 im Vereinigten Königreich an.

## Handlung
Die Erde wurde von einer Katastrophe heimgesucht. Ein Virus bedroht den Fortbestand der Menschheit. Der Agrarforscher Dr. Martin Lowry hat sein Labor verlassen, um in Begleitung einer ortskundigen Parkführerin eine abgelegene Forschungsstation zu besuchen. Er will die Wissenschaftlerin Dr. Olivia Wendle und ihre Kollegen finden, die den ungewöhnlich fruchtbaren Boden der Region untersuchen und von denen seit einiger Zeit nichts mehr gehört wurde. Der auf Mikroorganismen spezialisierte Forscher und Park-Scout Alma schlagen sich durch die Wildnis des Arboreal Forest, in dem ein Waldgeist namens Parnag Fegg leben soll. Außergewöhnlich laut dringt das Gezwitscher der Vögel durch den Wald.
Am zweiten Tag werden sie von einem mysteriösen Feind angegriffen, der ihren Funksender zerstört und barfuß im Wald unterwegs ist. Dann begegnen sie Zach, der im Wald lebt und ihnen seine Hilfe anbietet. In seinem Lager erhalten sie von ihm Schuhe, Nahrung und medizinische Versorgung.

## Produktion

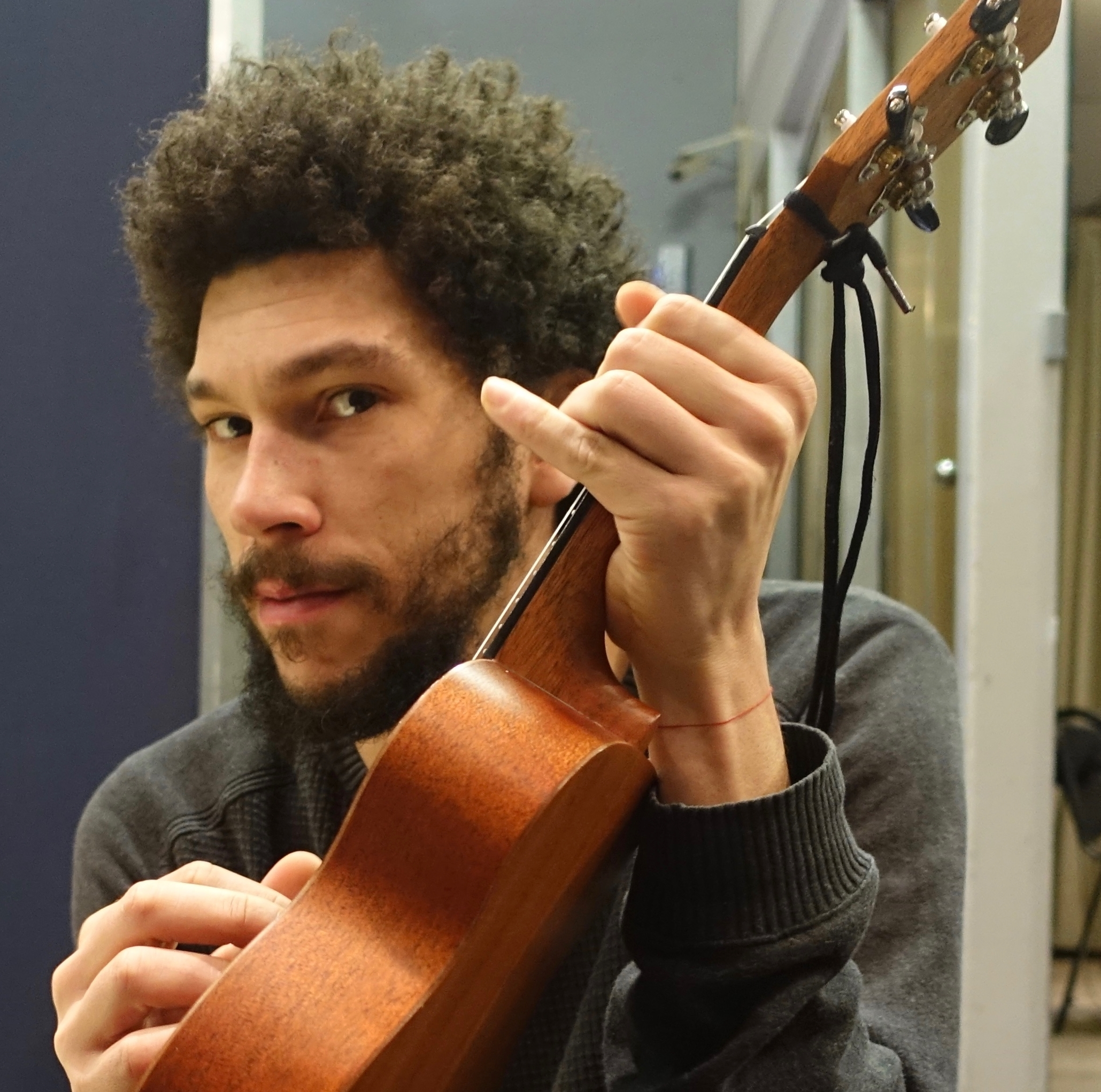
Der britische Schauspieler und Musiker Joel Fry spielt Dr. Lowery

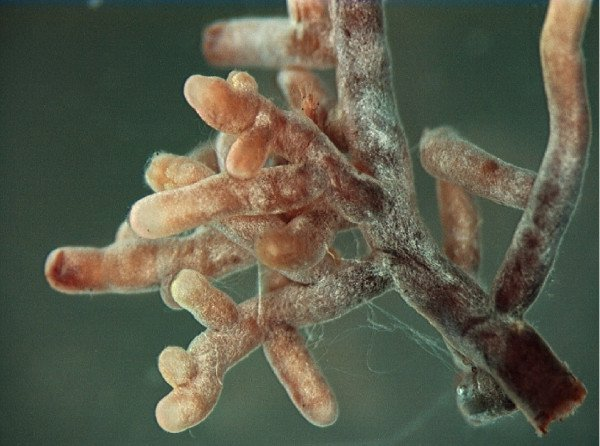
Mykorrhiza ist die Bezeichnung für die Form der Symbiose von Pilzen und Pflanzen, bei der ein Pilz mit dem Feinwurzelsystem einer Pflanze in Kontakt ist

Regie führte Ben Wheatley, der auch das Drehbuch schrieb.
In den Hauptrollen sind Joel Fry als Dr. Martin Lowery, Ellora Torchia als Parkführerin Alma, Hayley Squires als Dr. Wendle und Reece Shearsmith als Zach sehen.
Die Dreharbeiten fanden eine Stunde außerhalb Londons in einem Wald statt. In The Earth war die erste Produktion die durch den Coronavirus-Pandemie-bedingten Lockdown in Großbritannien begonnen wurde. Gedreht wurde an 15 Tagen.
Die Filmmusik komponiert wie bei Wheatleys letztem Film Rebecca Clint Mansell. Das Soundtrack-Album mit insgesamt 16 Musikstücken soll am 16. April 2021 von Lakeshore Records und Invada Records als Download veröffentlicht werden und zu einem späteren Zeitpunkt auf Vinyl und als CD erscheinen. Der Begriff „Mycorrhiza“, der in mehreren Titeln verwendet wird, bezieht sich auf die gleichnamige Bezeichnung für die Form der Symbiose von Pilzen und Pflanzen, bei der ein Pilz mit dem Feinwurzelsystem einer Pflanze in Kontakt ist.
Eine erste Vorstellung erfolgte am 29. Januar 2021 beim Sundance Film Festival. Ende März 2021 wurde der erste Trailer vorgestellt. In den USA erfolgte der Start des Films am 16. April 2021. Dort erhielt der Film von der MPAA ein R-Rating, was einer Freigabe ab 17 Jahren entspricht. Im Vereinigten Königreich erfolgte der Start am 17. Juni 2021. Ab Anfang Juli 2021 wird der Film beim Neuchâtel International Fantastic Film Festival gezeigt. Im August 2021 wurde er beim New Horizons International Film Festival (auch Polish Days) vorgestellt.

## Rezeption

### Kritiken
Der Film stieß bislang auf die Zustimmung von 80 Prozent aller Kritiker bei Rotten Tomatoes. Bei Metacritic erhielt der Film einen Metascore von 63 von 100 möglichen Punkten.
David Rooney von The Hollywood Reporter vergleicht Martin und Alma mit Hänsel und Gretel, wenn sie immer wieder versuchen, den Wald zu verlassen, jedoch von physischen und immateriellen Kräften zurückgehalten werden. Es sei ein wenig frustrierend, dass das Drehbuch nur wenig über die bösartigen Kräfte verrät, die die Protagonisten festhalten. Die experimentell anmutenden, kaleidoskopischen Bilder, die der Film verwendet und in denen die Natur mit Computergrafiken verbunden wird, könnten für Rooney eine Art Genomsequenzierung sein.

### Auszeichnungen
British Independent Film Awards 2021
- Nominierung als Beste Nachwuchsdarstellerin (Ellora Torchia)
- Nominierung für den Besten Filmschnitt (Ben Wheatley)
- Nominierung für den Besten Ton (Martin Pavey)
- Nominierung für die Beste Filmmusik (Clint Mansell)

Hollywood Music in Media Awards 2021
- Nominierung für die Beste Filmmusik – Horrorfilm (Clint Mansell)[18]

Neuchâtel International Fantastic Film Festival 2021
- Nominierung im Internationalen Wettbewerb[19]

Sitges Film Festival 2021
- Nominierung als Bester Film im Official Fantàstic Competition[20]